# Ludwig Karl Ratschiller
Ludwig-Karl Ratschiller (Bressanone, 22 giugno 1921 – Bolzano, marzo 2004) è stato un antifascista italiano, di lingua tedesca, esponente della Resistenza antinazista in Italia.

## Biografia
I genitori erano Ludwig-Andreas, direttore di banca, imprigionato nel 1944 per motivi politici, e Marja Iwanicka, di origine polacca (della Galizia orientale). In casa parlavano polacco.
Nel contesto della politica di snazionalizzazione praticata dal fascismo in Sudtirolo (Alto Adige), Ratschiller sviluppa sentimenti di orgoglio nazionale tedesco. Nel 1939, quando viene imposto ai sudtirolesi, con le Opzioni in Alto Adige, la necessità di dichiararsi italiani o tedeschi, per evitare di essere automaticamente dichiarato italiano per effetto della scelta in questo senso del padre (che aveva la patria potestà, essendo Ludwig ancora minorenne) fuggì dall'Italia e si rifugiò a Berlino, dove conseguì il diploma di maturità, quindi a Innsbruck, dove studiò geologia all'università. Si candidò volontariamente per il corpo delle SS ma venne respinto. Nella primavera del 1941 finì in Alsazia come studente-lavoratore, e poi in Polonia, dove ebbe modo di constatare il trattamento riservato ai polacchi, visitare il ghetto di Varsavia e maturare convinzioni di opposizione al nazismo.
Nel 1942, ottenuta la cittadinanza germanica, venne chiamato alle armi nella Luftwaffe, finendo prima in Francia, a Pruniers, per un periodo di addestramento, e quindi in Finlandia, a Kirkenes, sul fronte di Petsamo. Nel marzo 1943 disertò, al termine di una licenza in Alto Adige, ignorando però che il Distretto Militare di Bolzano, non al corrente del suo cambio di cittadinanza, aveva emesso nei suoi confronti un mandato di cattura per renitenza alla leva. Fu pertanto preso e inviato a Fiume, fu costretto a entrare nella Milizia Confinaria, in una unità di Camicie nere. Risalgono a quel periodo i primi contatti con elementi croati della Resistenza.
Dopo la caduta del fascismo e la virtuale dissoluzione dell'esercito italiano, che aveva interessato anche l'unità cui apparteneva, nell'estate 1943 gli venne di nuovo chiesto conto della sua diserzione. Nel mutato clima politico, Ratschiller si costituì, venendo destinato all'Arma del genio a Firenze. L'8 settembre scappò dalla caserma nascondendosi da amici fiorentini. Una volta procuratasi una falsa identità rimase in clandestinità nel Cadore fino al 1º maggio 1944, quando entrò nella Resistenza arruolandosi nella Brigata d'assalto Garibaldi "Calvi" (chiamata così in ricordo di Pietro Fortunato Calvi, veneziano, volontario risorgimentale del 1848). Il 22 novembre venne catturato dai tedeschi e torturato, ma nel marzo 1945 fu assegnato all'organizzazione Todt dove si trovava il 25 aprile.
Nel dopoguerra Ratschiller svolse un apprezzato lavoro da geologo.

## Opere su e di Ratschiller
- Geologie des Mastaun-Penaud-Gebietes in Schnals (Vintschgau): mit 2 Tab., Innsbruck, 1950 (tesi di laurea).
- Beiträge zur regionalen Petrographie des Vintschgau-Gebietes (Südtirol), in Neues Jahrbuch für Mineralogie: Abhandlungen, 85, Stuttgart, 1953, pp. 247–302.
- Sahara: mineral resources - landscapes - people (records of a geologist), Bolzano, Eigenverlag Ratschiller, 2003, ISBN 88-86153-14-7.
- Ludwig Ratschiller, Il compagno "Ludi" - Autobiografia di un partigiano (PDF), Bolzano, Circolo ANPI di Bolzano, 2005.
- Gerald Steinacher, Zwischen allen Fronten. Ludwig K. Ratschiller: Autobiografie eines Südtiroler Partisanen, Bolzano, Raetia, 2003, ISBN 978-88-7283-192-2.